# Эзериты
Эзериты (греч. Εζερίτες — Эзеритес) — южнославянское племя, вместе с милингами населявшее Пелопоннес в средневековье (с VII по X век). Основным занятием племени являлось земледелие и частично скотоводство, оно отличалось от милингов (родственного славянского племени) миролюбивым, невоинствующим образом жизни. Эзериты и милинги упоминается в руководстве по управлению государством, написанном императором Константином VII Багрянородным (правил в 945—959 годах), «Об управлении империей». 

## Завоевание славянами Пелопоннеса
Широкое освоение славянами земель Греции началось уже в конце VI века. Во время правления императора Ираклия весь Пелопоннес был занят славянским населением. Часть из него была оттеснена, но в правление императора Феофила (829—842) он вновь был полностью занят славянами. Даже в X веке, когда власть Византии над Грецией была восстановлена, эта область по-прежнему называлась славянской землёй. Константинопольский патриарх Николай III в одном из синодальных посланий писал, что 218 лет славяне хозяйничали в Греции, и византийцы не смели показываться на Пелопоннесе.

## Отвоевание византийцами Пелопоннеса
Следует знать, что славяне фемы Пелопоннес, восстав во дни василевса Феофила и его сына Михаила, стали самостоятельными, творя грабеж, порабощение, разбой, поджоги и воровство. В царствование Михаила, сына Феофила, в фему Пелопоннес был послан стратигом протоспафарий Феоктист, прозвище которого от Вриенниев, с войском и крупными силами, а именно с фракийцами, македонцами и прочими западными фемами, чтобы воевать с ними и подчинить их. И он подчинил и покорил всех славян и прочих не подвластных в феме Пелопоннес, остались, однако, одни милинги и эзериты у Лакедемонии и Элоса.
Последние упоминания о славянах на Пелопоннесе относятся к XV веку. 

## Происхождение названия
Эзеритами греки называли славянское племя. Слово имеет славянские корни, но является ли эта форма самоназванием, неизвестно. Название племени — эллинизированная форма от праслав. *ezero (рус. озеро).

## Первоисточники
- Монемвасийская хроника
- Схолия Арефы
- Письма Арефы
- Об управлении империей., Константин Багрянородный